# Hoy es mañana
¿Hoy es mañana? es el segundo álbum de estudio de la cantante y actriz mexicana Anahí. Fue lanzado a la venta en México el 16 de junio de 1996, bajo el sello de Paramúsica.
Fue producido por Peter J. Honerlage, y cuenta principalmente géneros pop y pop latino, utilizando estilos melódicos.
Con este material Anahí reapareció nuevamente después de estar lejos del medio por algún tiempo, sorprendiendo a todos con su notable cambio, pues ya no quedaba nada de aquella niña que salía en Chiquilladas. Anahí uso como imagen a las mariposas, las cuales llevaba a donde se presentaba.
A modo de promoción se lanzaron tres sencillos, el primero sencillo fue el tema «Corazón de bombón», lanzado en 1996, el cual contó con video musical.. El segundo sencillo del álbum «Por volverte a ver» fue lanzado el mismo año. El último sencillo del álbum fue lanzado en el mismo año, al igual que los dos anteriores, y fue «Descontrolándote».
El 23 de noviembre de 2011 se pone a la venta el material a través de descarga digital en México, Brasil, España y Estados Unidos.

## Promoción

### Sencillos
- El primer sencillo del álbum fue lanzado en 1996, titulado «Corazón de bombón». Es el único sencillo que contó con su video.[5] El 23 de noviembre de 2011 es lanzado en descarga digital a través de Amazon.com.[1] El tema fue producido Peter Honerlague, el video musical fue grabado en los Estudios Ajusco y dirigido por Rubén Galindo.[6]
- El segundo sencillo del álbum fue lanzado en 1996, titulado «Por volverte a ver», no contó con video musical. En el álbum se incluyó una versión remix del sencillo.
- El tercer y último sencillo del álbum, «Descontrolándote», fue lanzado en 1996, no contó con video musical.

Sencillos promocionales
- El 23 de noviembre de 2011 se pone a la venta a través de descarga digital el sencillo «Historia entre amigas», como sencillo promocional.. Esto es debido a la colación del álbum nuevamente a la venta, esta vez en los principales sitios de descarga tales como iTunes Store y Amazon.com.[1][4]

### Interpretaciones en vivo
Anahí comenzó la promoción del disco con interpretaciones en directo de los sencillos y canciones incluidas en el disco, en 1996 interpreta el tema «Corazón de bombón» en el programa mexicano Siempre en Domingo conducido por Raúl Velasco. En 1996 se presenta en el Festival Día del Niño interpretando «Corazón de Bombón». En 1996 se transmitió por Galavisión México la interpretación de «Corazón de Bombón». En 1997 como parte de la promoción de su tercer álbum "Anclado en mi corazón", se filma en formato VHS, titulado Concierto anclado en mi corazón, llevado a cabo en el Teatro Alameda, en la Ciudad de México, se interpretaron los temas «Por volverte a ver» y «Corazón de bombón». En 1998 durante la grabación de la telenovela Vivo por Elena, en la cual Anahí interpreta a Talita Carvajal, interpreta el tema «Corazón de Bombón» en un episodio como parte de un sueño del personaje.
En 1998 se presenta en el concierto masivo Por un Mundo Feliz interpretando «Corazón de bombón». En mayo de 1998 se presenta en el Festival Infantil, llevado a cabo en Acapulco, México, interpretando el tema «Corazón de Bombón».
En 2001 se presenta en la Expo Feria de Reynosa interpretando «Corazón de bombón». 
En 2009, Anahí incluye el tema «Corazón de bombón» como introducción al tema «Probadita de mí» en el setlist de su gira mundial titulada "Mi delirio World Tour", que tuvo comienzo el 3 de noviembre de 2009 en Sao Paulo, Brasil.

## Lista de canciones
- Edición estándar

| - ¿Hoy es mañana? |                                      |          |  |
| N.º               | Título                               | Duración |  |
| 1.                | «Descontrolándote»                   | 3:33     |  |
| 2.                | «Por volverte a ver»                 | 3:12     |  |
| 3.                | «Soy como soy»                       | 3:13     |  |
| 4.                | «Bailar»                             | 3:39     |  |
| 5.                | «Máscaras»                           | 3:27     |  |
| 6.                | «Fin de semana»                      | 3:25     |  |
| 7.                | «Historia entre amigas»              | 3:21     |  |
| 8.                | «Corazón de bombón»                  | 2:46     |  |
| 9.                | «Teléfono suena»                     | 3:17     |  |
| 10.               | «No me comparen»                     | 3:40     |  |
| 11.               | «Por volverte a ver» (Versión remix) | 5:00     |  |
| 38:48             |                                      |          |  |

## Historial de lanzamiento
| Región         | Fecha                   | Formato          | Discográfica    |
| -------------- | ----------------------- | ---------------- | --------------- |
| México         | 16 de junio de 1996     | CD               | Paramúsica      |
| México         | 16 de junio de 1996     | Casete           | Paramúsica      |
| México         | 23 de noviembre de 2011 | Descarga digital | Mexican Records |
| Estados Unidos | 23 de noviembre de 2011 | CD               | Mexican Records |
| Estados Unidos | 23 de noviembre de 2011 | Descarga digital | Mexican Records |
| Brasil         | 23 de noviembre de 2011 | Descarga digital | Mexican Records |
| España         | 23 de noviembre de 2011 | Descarga digital | Mexican Records |